# Nicolás de Jesús López Rodríguez

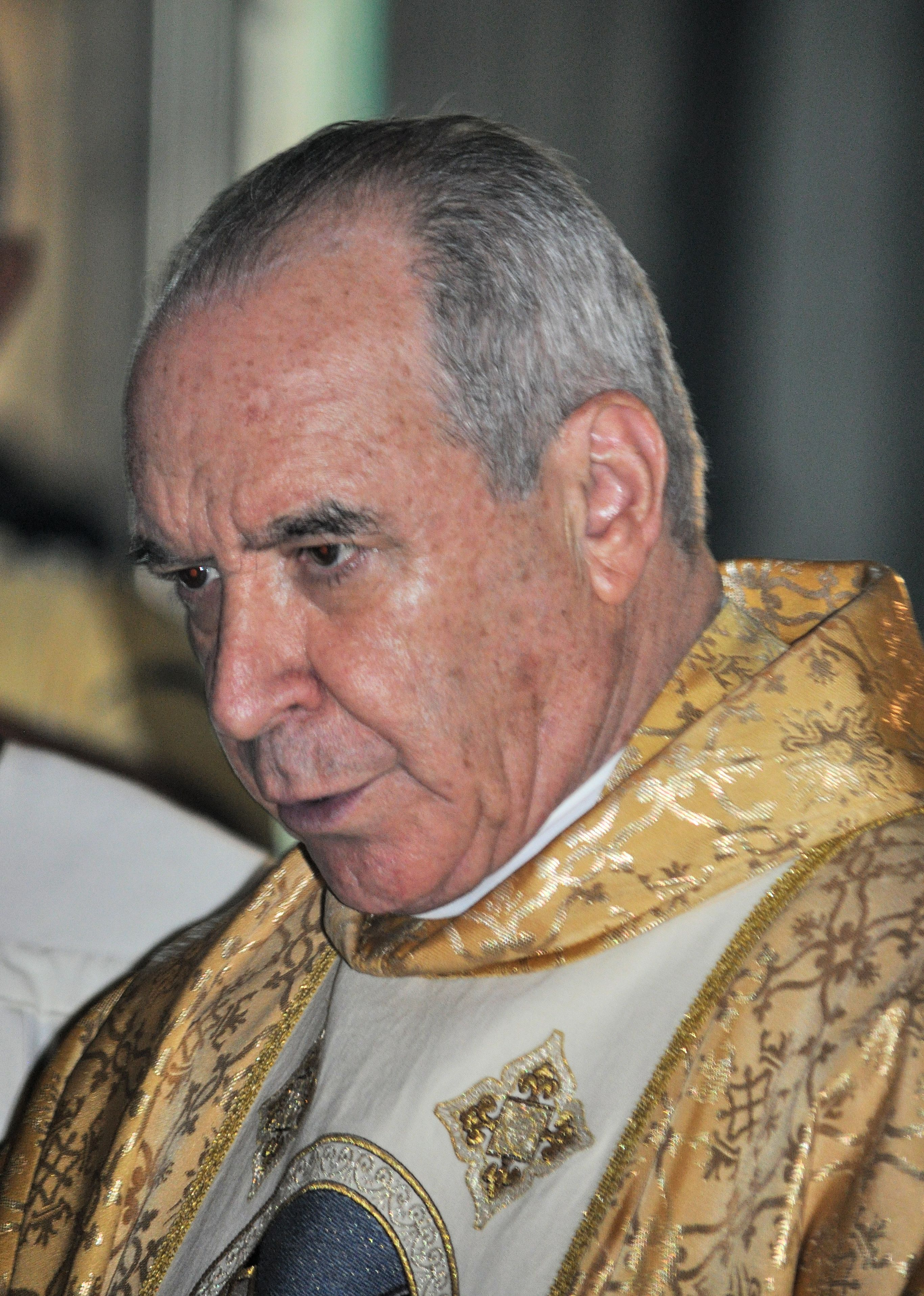
Cardinal López durant la missa de Pasqua del 2013.

Nicolás de Jesús López Rodríguez (nascut el 31 d'octubre de 1936 a Barranca) és un cardenal dominicà de l'Església Catòlica que actualment serveix com a arquebisbe de Santo Domingo i presideix l'Església Catòlica Dominicana com a President de la seva Conferència Episcopal. És el segon dominicà en haver estat creat cardenal (el primer va ser Octavio Antonio Beras Rojas).

## Orígens
Fill de Perfecto Ramón López Salcedo i de Delia Ramona Rodríguez, va néixer a Barranca, a la província de La Vega. Inicià els seus estudis de filosofia i teologia al Seminari Pontifici San Tomás de Aquino de Santo Domingo; també estudià al Centre Internacional per a la Formació Sociològica del Clergat a Roma, a la  Universitat Pontifícia de Sant Tomàs d'Aquino de Roma, on es doctorà en ciències socials, i a la Pontifícia Universitat Gregoriana de Roma.

## Orde sacerdotal
Ordenat prevere el 18 de març de 1961 per Francisco Panal Ramírez OFM, bisbe de La Vega. Serví com a vicari cooperador de la catedral de La Vega entre 1961-63. Continuà els seus estudis a Roma entre 1964 i 1966; i allà va obtenir la seva diplomatura de sociologia pastoral al Centre Internacional per a la Formació Sociològica del Clergar (CISIC) i la llicenciatura en ciències socials a la Universitat Pontifícia de Sant Tomàs d'Aquino in Urbe (Angelicum).
En concloure els seus estudis a Roma, tornà a La Vega, on treballà pastoralment entre 1966-68. Continuà els seus estudis a Roma entre 1968 i 1969. A la diòcesi de La Vega, entre 1968 i 1978, va ser assessor per a la pastoral diocesana per a la família i la joventut, assessor eclesiàstic del Moviment Familiar Cristià, del Moviment dels Cursets de Cristiandat, vicari diocesà per a la pastoral i pro-vicari general (1970–76) i, finalment, vicari general (1976–78).
A més del seu castellà nadiu, parla italià, anglès, alemany, portuguès i llatí.

## Episcopat
Va ser elegit i nomenat bisbe de San Francisco de Macorís pel Papa Pau VI el 16 de gener de 1978, va ser consagrat el 25 de febrer de 1978 pel cardenal Octavio Antonio Beras Rojas, arquebisbe metropolità de Santo Domingo, assistit per Juan Antonio Flores Santana, bisbe de La Vega, i per Jesús María De Jesús Moya, bisbe auxiliar de Santiago de los Caballeros. Va ser rector de la Universitat de San Francisco de Macorís entre 1979 i 1984. Promogut a la Seu Metropolitana i Primada d'Amèrica el 15 de novembre de 1981. Assistí a la VI Assemblea Ordinària del Sínode de Bisbes, celebrada a la ciutat del Vaticà del 29 de setembre al 28 d'octubre de 1983 i a la II Assemblea Extraordinària del Sínode de Bisbes del 24 de novembre al 8 de desembre de 1985. Va ser elegit president de la Conferència Episcopal Dominicana al juliol de 1984 i serví com a President del Consell Episcopal Llatinoamericà (CELAM) entre el 25 d'abril de 1991 i el 1994.

## Cardenalat
Creat cardenal el 28 de juny de 1991, rebé la birreta vermella i el títol de cardenal prevere de S. Pio X alla Balduina al consistori celebrat a Sant Pere del Vaticà el 28 de juny de 1991. Assistí a la I Assemblea Especial per a Europa del Sínode de Bisbes, a la Ciutat del Vaticà, del 28 de novembre al 14 de desembre de 1991; a la IV Conferència General de l'Episcopal Llatinoamericà, a Santo Domingo, del 12 al 28 d'octubre de 1992, on va ser un dels tres presidents delegats. Legat pontifici al XLV Congrés Eucarístic Internacional celebrat a Sevilla, del 7 al 13 de juny de 1993.
Té el títol de Primat d'Amèrica degut a que l'arxidiòcesi de Santo Domingo va ser la primera seu erigida al Nou Món.
Participà com a cardenal elector als conclaves de 2005 i 2013.
A la Cúria Pontifícia pertany a les congregacions per al Clergat i dels Instituts de Vida Consagrada, al Consell Pontifici per a les Comunicacions Socials i a la Comissió Pontifícia per a l'Amèrica Llatina (CAL).

## Opinions
López Rodríguez organitzà una trobada de bisbes llatinoamericans celebrada a Santo Domingo el 1992, que va ser vista considerada d'opinions molt tradicionals i descrita com a "temporalista i piramidal" pel veterà observador vaticà Giancarlo Zizola. Tenia inclinacions integristes, insistint en que el parlament dominicà aprovés una llei instituint que la festa de l'Anunciació, el 25 de març, fos una festa nacional.

### La controvèrsia del nomenament de l'ambaixador estatunidenc gai
El 27 de juny de 2013, mentre que estava sent entrevistat després de la benedicció d'una oficina del govern durant la seva reobertura, un periodista li preguntà sobre el nomenament de Barack Obama de James "Wally" Brewster, Jr., un homosexual declarat, com a ambaixador dels Estats Units a la República Dominicana. López Rodríguez expressà la seva oposició al nomenament d'un ambaixador homosexual, afirmant que això promouria l'aprovació del matrimoni homosexual a la República Dominicana. Moments després un altre periodista li preguntà per l'impàs diplomàtic i comercial entre Haití i la República Dominicana a causa de la grip aviar a la República Dominicana, vetant-se la importació d'ous i d'aviram. El cardenal López Rodríguez va riure i afirmà «Després de parlar sobre "maricons" i lesbianes, ara parlarem de pollastres.» A la República Dominicana els homosexuals són habitualment referits desprectivament com a "ocells".

## Honors
Gran Creu de l'orde d'Isabel la Catòlica (Espanya)